# Stelling van Dirichlet over rekenkundige rijen
De stelling van Dirichlet over rekenkundige rijen, ook bekend onder de naam priemgetallentheorema van Dirichlet,  is een stelling uit de getaltheorie die handelt over het voorkomen van priemgetallen in rekenkundige rijen. 
De stelling luidt dat, als a en b relatief priem zijn, dus hun grootste gemene deler gelijk is aan 1, de rij
{\displaystyle a,\ a+b,\ a+2b,\ a+3b,\ a+4b,\ \dots }
oneindig veel priemgetallen bevat. Zijn a en b niet relatief priem, maar is hun grootste gemene deler g groter dan 1, dan zijn alle getallen in de rij deelbaar door g en bevat de rij hoogstens een priemgetal.
Aanvullend geldt zelfs de sterkere bewering dat elke reeks van omgekeerden van de priemgetallen in de genoemde rekenkundige rij  divergent is.
De stelling is een veralgemening van een bewering door Euler dat elke rekenkundige rij die met 1 begint oneindig veel priemgetallen bevat. De huidige vorm werd geformuleerd door Legendre en in 1837 bewezen door Johann Dirichlet. Hij maakte daarbij gebruik van Dirichlet-L-functies.